# Vallahadi
I vallahadi (Βαλαχάδες) o valaadi (Βαλαάδες) costituiscono un gruppo etnico di lingua greca e religione musulmana che viveva lungo il fiume Haliacmon nella Macedonia sud-occidentale, a Neapoli e Grevena e nelle vicinanze. Contavano circa 17 000 persone nella prima metà del XX secolo. Si considera che la comunità si sia convertita all'Islam nell'ultimo periodo della dominazione ottomana, perché, come i musulmani cretesi, e a differenza di altre comunità musulmane greche, i vallahadi mantennero molti aspetti della loro cultura greca e continuarono a parlare greco sia in privato sia in pubblico. La maggior parte degli altri greci convertiti all'Islam, in Macedonia, Tracia ed Epiro generalmente adottò la lingua turca.

## Nome
Il nome vallahadi deriva dall'espressione turca wallah ("per Dio!"). Erano così chiamati dai greci, poiché questa era una delle poche parole di turco che i vallahadi conoscevano. Un nomignolo peggiorativo era quello di mesimeridi (Μεσημέρηδες), poiché i loro imam, senza molta istruzione e senza una gran conoscenza del turco, annunciavano la preghiera del mezzodì urlando in greco mesimeri ("mezzogiorno"). Sebbene alcuni viaggiatori occidentali abbiano ipotizzato che vallahadi fosse in relazione con l'etnonimo valacchi, ciò è improbabile, poiché i vallahadi furono sempre di lingua greca senza che si possa intracciare alcun legame con i valacchi.

## Storia e cultura

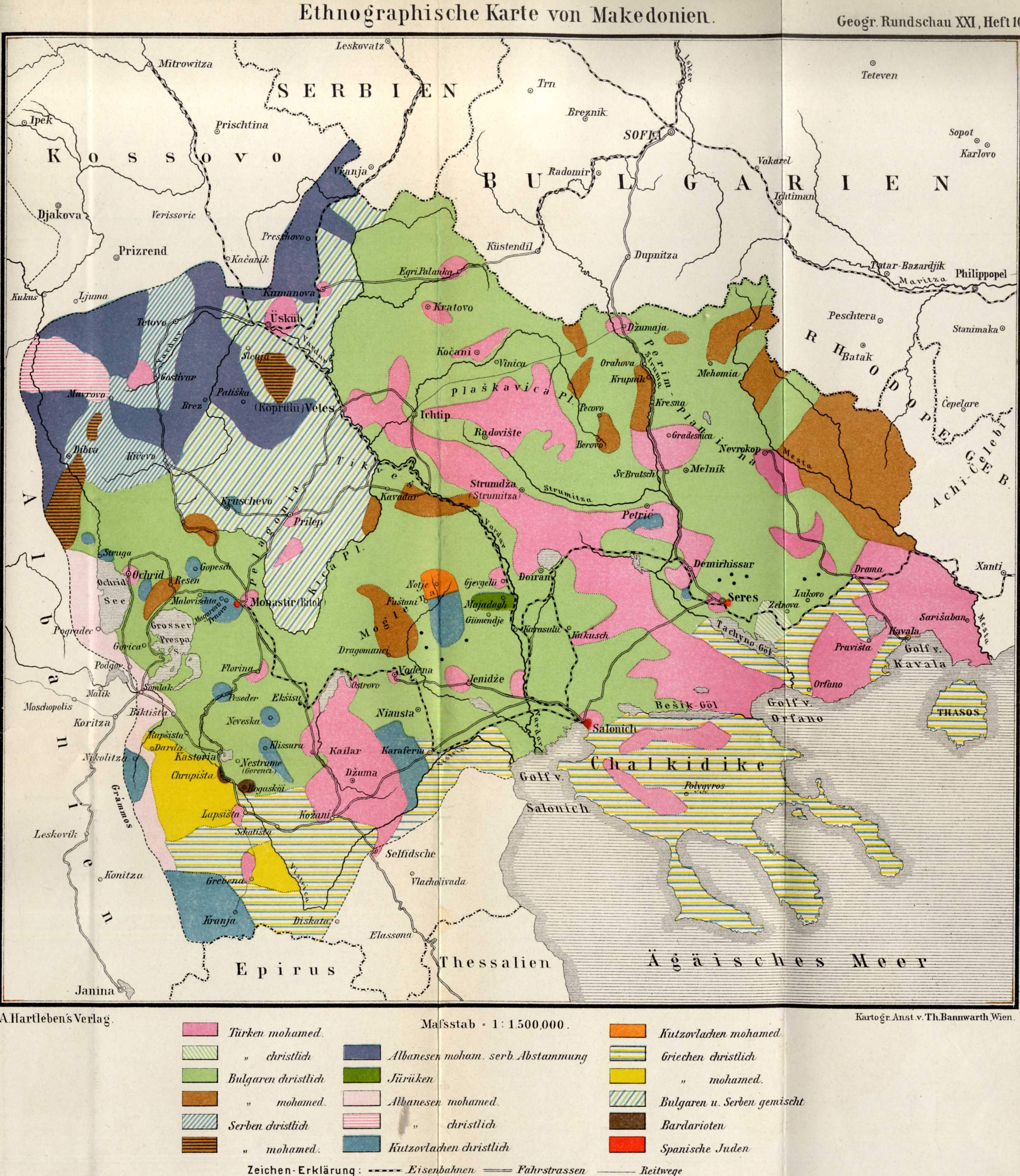
Mappa etnografica della Macedonia nel 1892. I greci musulmani sono rappresentati in giallo.

I vallahadi erano discendenti di cristiani ortodossi di lingua greca della Macedonia sud-occidentale, che probabilmente si convertirono all'Islam gradualmente e in epoche differenti fra il XVI e il XIX secolo. Gli stessi vallahadi attribuivano la loro conversione all'iniziativa di due sergenti ( çavuş) greci dei giannizzeri nella seconda metà del XVII secolo reclutati dalla stessa Macedonia sud-occidentale e rimandati nella terra d'origine dal sultano per fare proseliti fra i cristiani.
Tuttavia, gli storici ritengono più probabile che i vallahadi passassero all'Islam durante le fasi di oppressione ottomana sui proprietari terrieri della Macedonia occidentale in seguito a una serie di fatti storici che influenzarono le politiche ottomane verso i capi della comunità greca della regione. I fatti storici comprendono la guerra russo-turca del 1768–1774, e soprattutto le ripercussioni sulla Rivolta Orlov nel Peloponneso, il periodo di dominazione albanese in Macedonia detto "albanocrazia" e le politiche di Alì Pascià di Giannina, che amministrò le zone della Macedonia occidentale e della Tessaglia, nonché la maggior parte dell'Epiro a cavallo fra il XVIII e il XIX secolo.
Il primo a descrivere i vallahadi fu François Pouqueville, che visitò la regione nella prima metà del XIX secolo. Non li menziona come "vallahadi" e anzi li confonde con i turchi della valle del Vardar. Comunque, questi "turchi" possono essere identificati a partire dai nomi dei villaggi menzionati da Pouqueville. Una fonte credibile della metà del XIX secolo è il greco B. Nikolaides che visitò la zona, intervistò i vallahadi e registrò le tradizioni orali sulle loro origini, costumi eccetera. Il suo lavoro fu pubblicato in francese nel 1859. Furono descritti anche dal viaggiatore greco B. D. Zotos Molossos nel 1887.
La cultura dei vallahadi non differiva molto da quella dei macedoni cristiani, con cui avevano in comune lo stesso dialetto, i cognomi e anche la parentela. De Jong ha dimostrato che i vallahadi riferendosi a sé stessi come turchi, intendono "turco" come un sinonimo di "musulmano". Tuttavia, lo stesso De Jong mette in dubbio che sia di pura origine greca, ipotizzando che siano di origine mista: greca, valacca, slava e albanese, ma che parlassero greco perché era la lingua principale usata dalla maggioranza della popolazione cristiana nella Macedonia sud-occidentale ed era anche la lingua il cui uso ufficiale era promosso da Alì Pascià.
Tuttavia, la maggior parte degli storici è d'accordo con Hasluck, con Vakalopoulos e con altri storici moderni che ritengono che i vallahadi siano davvero di origine greca. Come prova questi studiosi citano l'assenza di significativi elementi slavi, valacchi o albanese nel loro dialetto e i cognomi che portano, le tradizioni cristiane che osservano rispecchiano caratteristiche greche anziché slave, albanesi o valacche, così come i toponimi per montagne e fiumi sono in schiacciante maggioranza di origine greca.
Gli studiosi che accettano le prove di un'origine etnica greca dei vallahadi evidenziano anche che i convertiti all'Islam di epoca ottomana che avevano una parziale origine albanese furono rapidamente incorporati nella comunità musulmana albanese, come accadde nella Macedonia occidentale e nel vicino Epiro con i ciamurioti albanesi, mentre i discendenti dei convertiti all'Islam di lingua bulgara si identificavano con altri gruppi, come i pomacchi, i torbesci e i poturi.
Hasluk e altri viaggiatori in Macedonia sud-occidentale prima dello scambio di popolazioni tra Grecia e Turchia del 1923 spesso notavano le differenze religiose e culturali fra i musulmani di origine greca e quelli di origine turca, rilevando come l'aspetto dei vallahadi, lo stile di vita, l'atteggiamento verso le donne e persino l'arredamento fossero più "europei", "aperti" e "invitanti", rispetto a quelli dei turchi di origine anatolica, che erano considerati più "asiatici", "ritrosi" e "scontrosi", aggettivi che riflettono chiaramente gusti e giudizi degli europei dell'epoca.
Secondo le statistiche del geografo bulgaro Vasil Kănčov nella Macedonia sud-occidentale vi erano 14 373 musulmani greci alla fine del XIX secolo. Secondo le statistiche greche del 1904, tuttavia, vi erano almeno 16 070 vallahadi nei qaḍāʾ di Anaselitsa e Grevena. La disparità e inaffidabilità di tali statistiche è in parte dovuta al fatto che la maggior parte dei musulmani greci della Macedonia erano semplicemente definiti "turchi", giacché l'identità nazionale greca era considerata inseparabile dall'appartenenza alla Chiesa ortodossa greca e di conseguenza convertirsi all'Islam significava "diventare turchi" e quindi rinunciare all'identità greca. Il fatto che i vallahadi avessero mantenuto lingua e identità greche li distingueva dagli altri musulmani greci, quasi che questa fosse un'anomalia che li rendeva interessanti agli occhi dei viaggiatori, degli accademici e degli ufficiali stranieri.
Al sorgere del XX secolo i vallahadi avevano perso molto della condizione sociale e della agiatezza di cui avevano goduto nel periodo ottomano, che si riassumeva nel titolo di bey per i capi dei loro villaggi, che ora venivano considerati semplici contadini. Ciò nonostante, i vallahadi erano ancora considerati contadini relativamente benestanti e industriosi e questa fu la ragione per cui il governatore di Kozani si oppose alla prospettata inclusione nello scambio di popolazioni con la Turchia. Oltre a continuare a parlare greco, i vallahadi rispettavano il loro patrimonio greco e ortodosso, incluse le chiese. Ciò si spiega in parte perché i vallahadi appartenevano per lo più all'ordine dei dervisci bektashi, considerato eretico dai sunniti per la sua natura libertina ed eterogenea, in quanto combinava elementi dello sciismo estremista, della Turchia pre-islamica e della cultura cristiana greca e balcanica e che come tale era particolarmente apprezzato dai convertiti all'Islam di epoca ottomana, sia nell'Albania meridionale sia fra i greci di ascendenza ortodossa.
Conservare la lingua greca e aderire a forme dell'Islam che erano ai margini dell'Islam sunnita ottomano spiega altre caratteristiche per cui erano noti, come ad esempio la chiamata alla preghiera nelle moschee dei loro villaggi proclamata in greco anziché in arabo, il loro culto nelle moschee che non avevano minareti e avevano logge o tekke tipiche dei bektashi (tanto che alcuni stranieri di passaggio conclusero erroneamente che non avessero nessuna moschea) e la loro relativa ignoranza delle pratiche e delle credenze fondamentali della religione islamica.
Nonostante la loro relativa ignoranza dell'Islam e del turco, i greci ortodossi ritenevano che i vallahadi fossero comunque diventati "turchi" come i discendenti dei greci convertiti in altre zone della Macedonia, che invece avevano adottato lingua e identità turche. Pertanto, vi furono pressioni da parte dei militari locali, della stampa e dei greci provenienti dall'Asia minore e dall'Anatolia nord-orientale affinché i vallahadi non fossero esentati dallo scambio di popolazioni del 1923.
I vallahadi furono trasferiti nell'Asia minore occidentale, in città come Kumburgaz, Büyükçekmece, Çatalca, Kırklareli, Şarköy, Urla o in villaggi come Honaz presso Denizli. Molti vallahadi continuarono a parlare greco, da loro chiamato romeïka e sono stati completamente assimilati dai musulmani sunniti turchi.
Anche dopo la loro deportazione, i vallahadi hanno continuato a celebrare il Capodanno con una vasilopita, una torta per festeggiare San Basilio, che hanno però ribattezzato torta di cavoli/verdure/porri e omettono di lasciare una fetta per il santo.